# Gabriel de Saint-Aubin

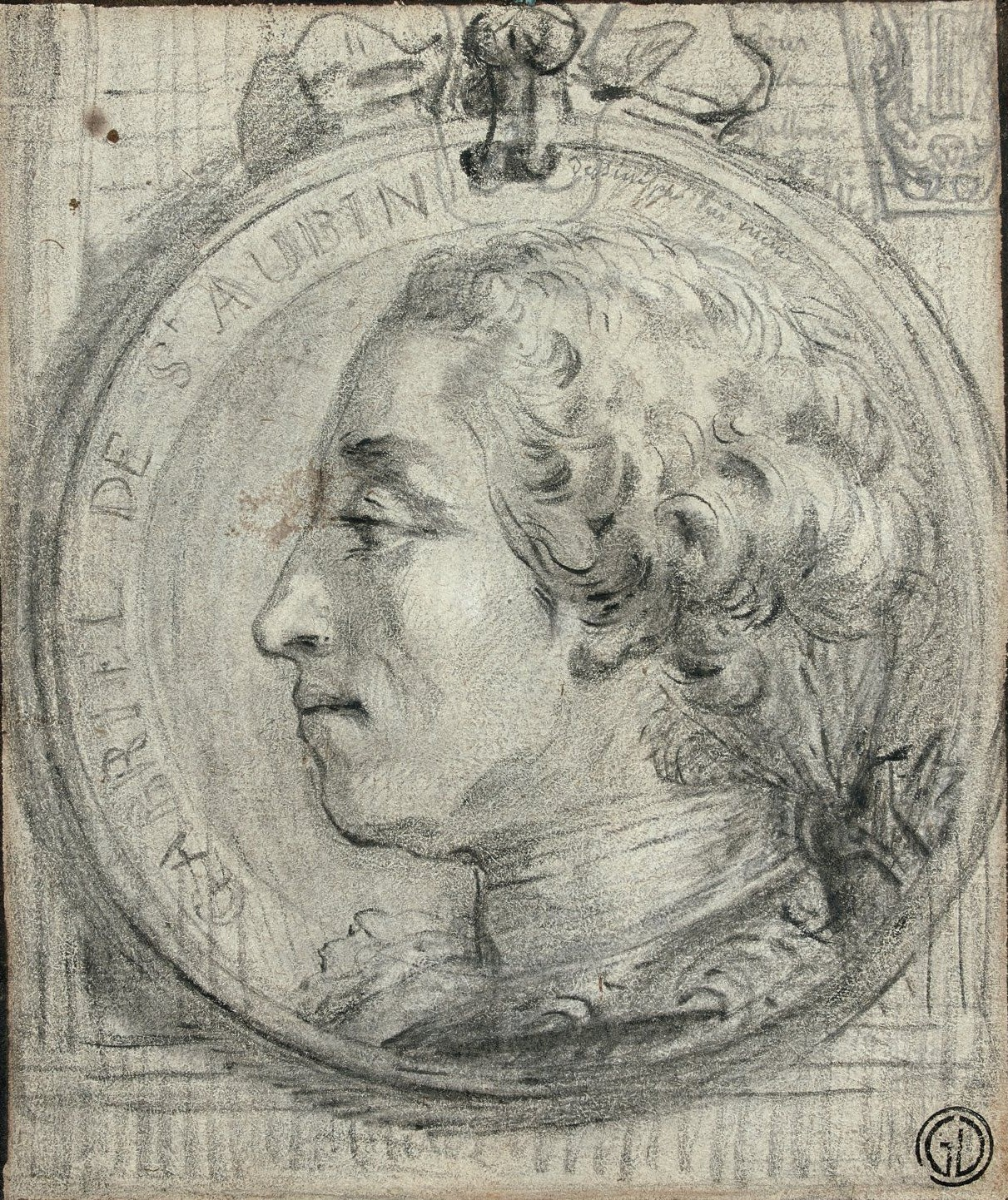
Gabriel de Saint-Aubin, Selbstporträt

Gabriel-Jacques de Saint-Aubin (* 14. April 1724 in Paris; † 9. Februar 1780 ebenda) war ein französischer Maler, Zeichner und Graveur.

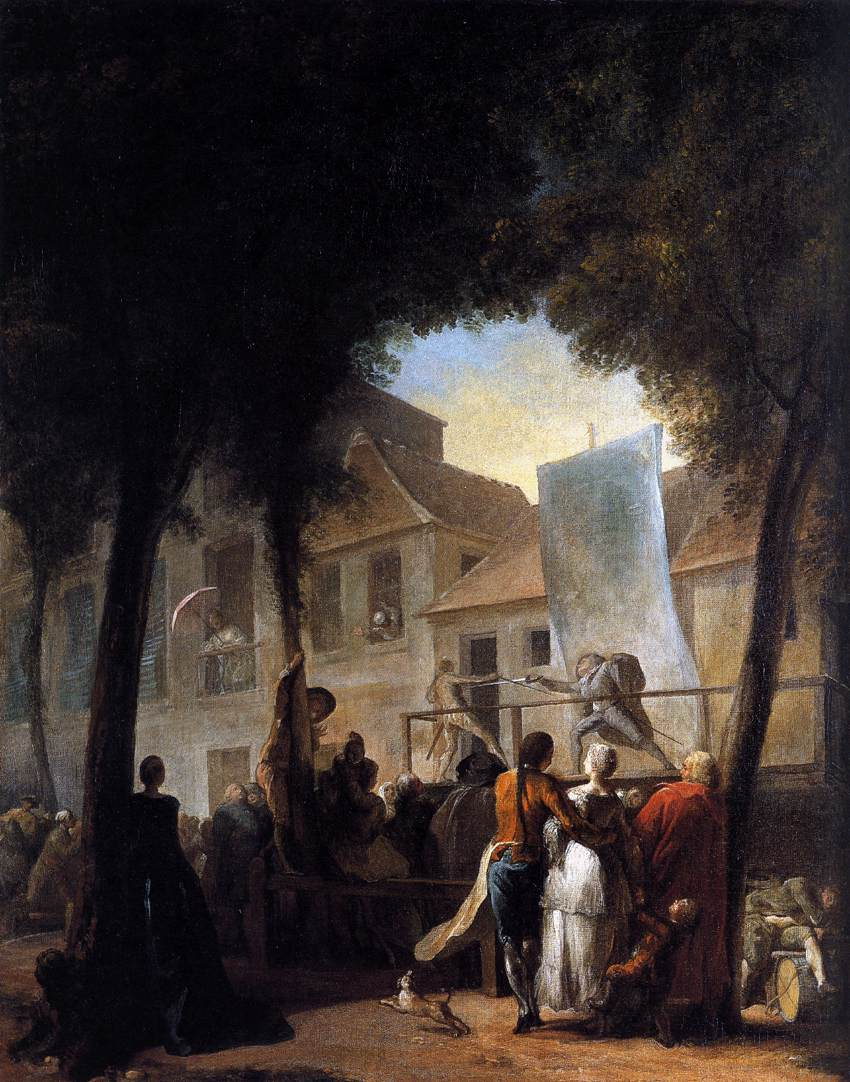
La Parade du Boulevard, um 1760, London, National Gallery

Er war der dritte von sieben Kindern eines Strickers.  Er unterrichtete mit 23 Jahren an der Kunstschule von Jacques-Francois Blondel und lernte an der Malschule der Akademie der Künste bei Étienne Jeaurat. Außerdem war er Schüler von François Boucher. Er wurde Lehrer an der Académie de Saint-Luc und stellte dort 1774 mit anderen aus. Auch nach dessen Schließung ein paar Jahre später blieb er mit den Malern der Schule verbunden in gemeinsamen Ausstellungen.
Er malte volkstümliche Szenen und liefert Einblicke ins künstlerische und gesellschaftliche Leben im Paris des 18. Jahrhunderts, zum Beispiel in verschiedenen Bildern der Salons (Gemäldeausstellungen) des Louvre. Er malte in Öl und Wasserfarben und auch in einer speziellen Mischtechnik aus beiden.

## Galerie

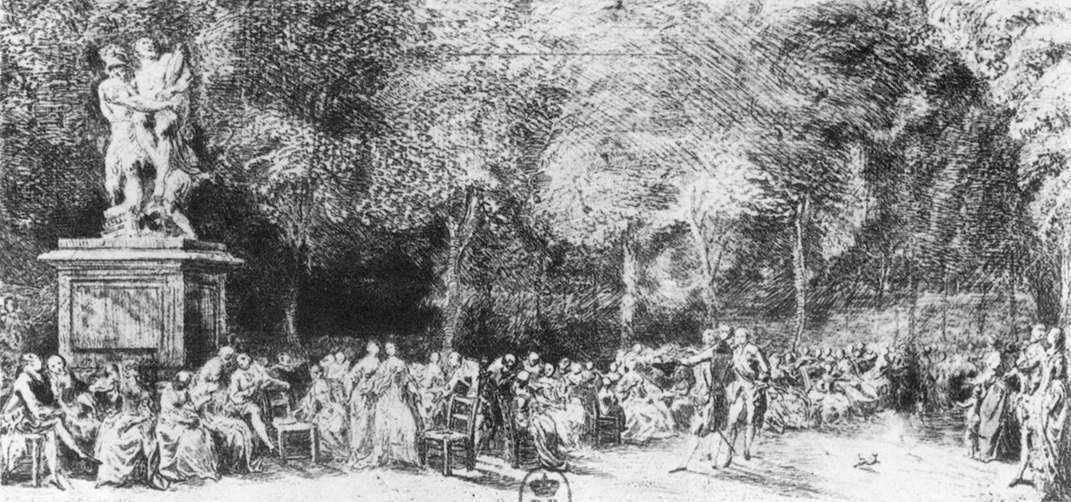
Die Tuilerien
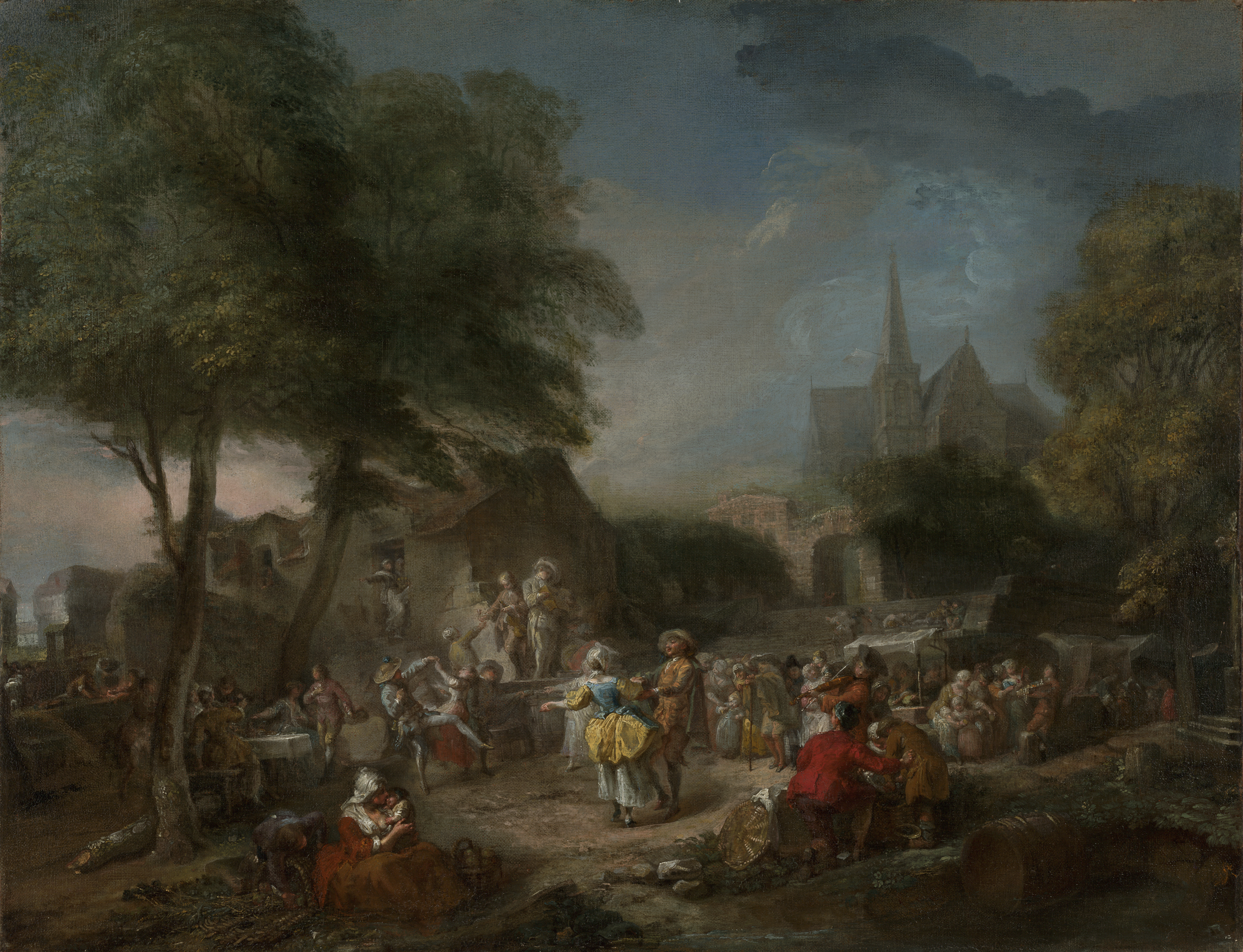
Tanz auf dem Land, 1760/62, Getty Center
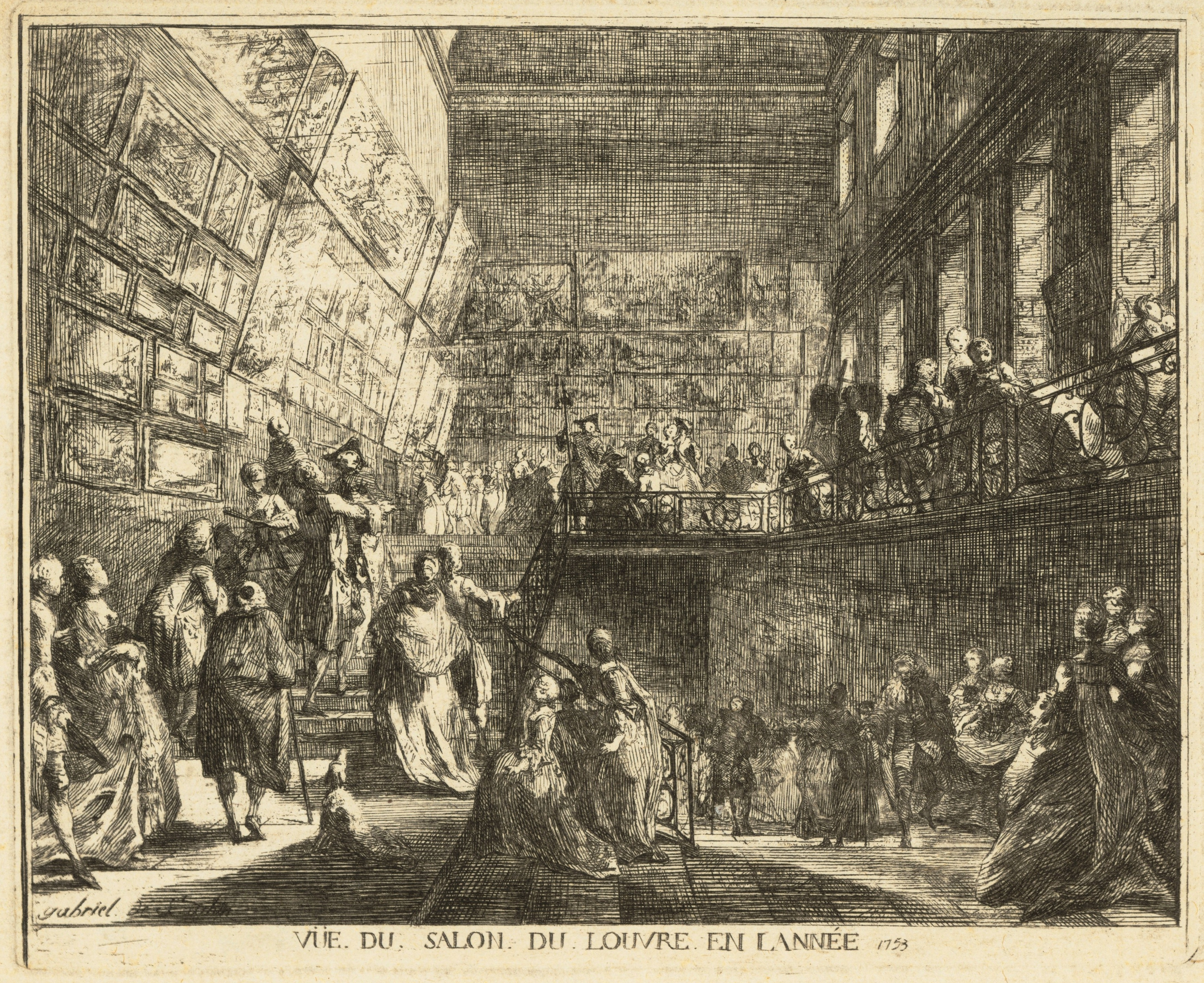
Salon von 1753
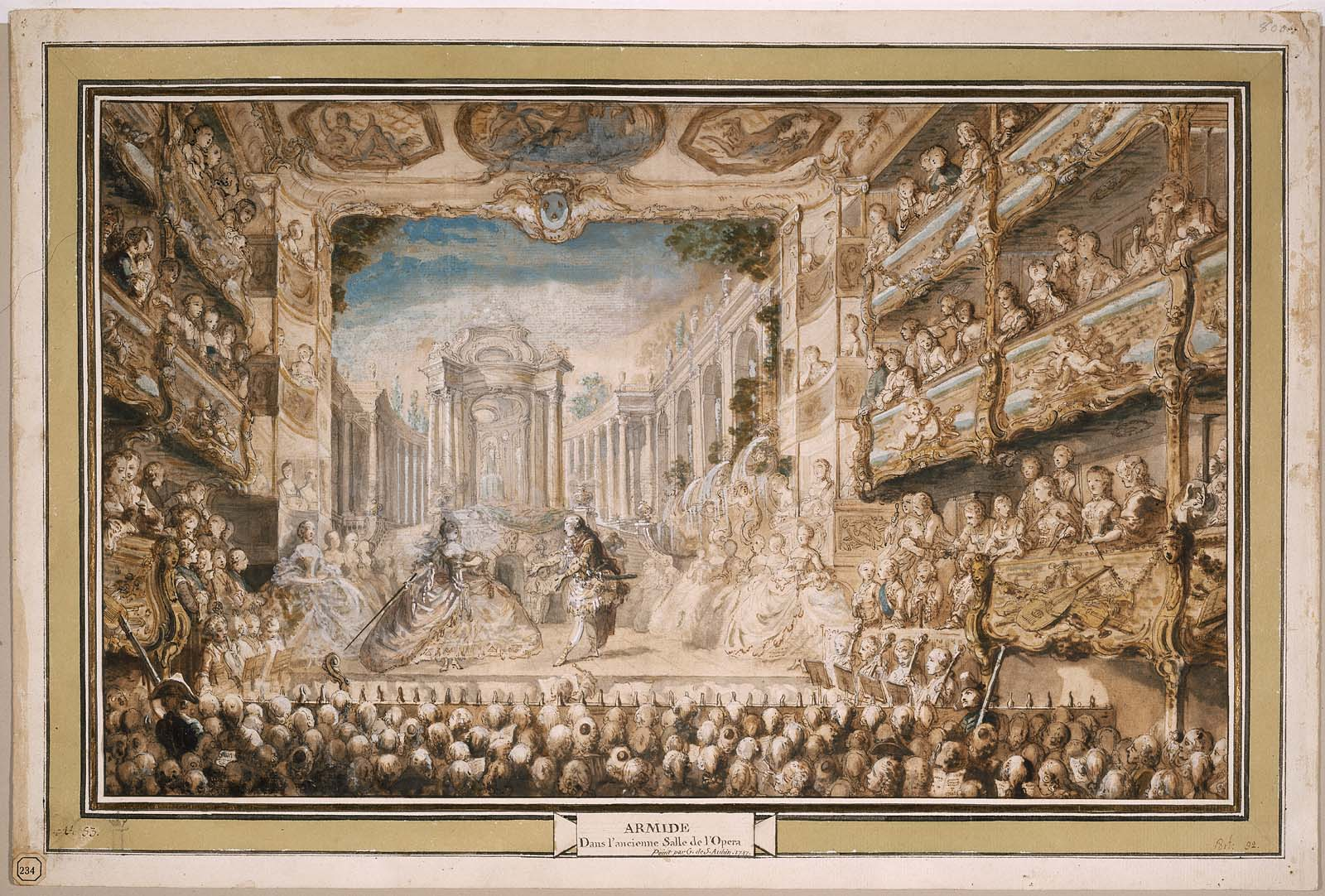
Szene aus Armide von Lully im Theater
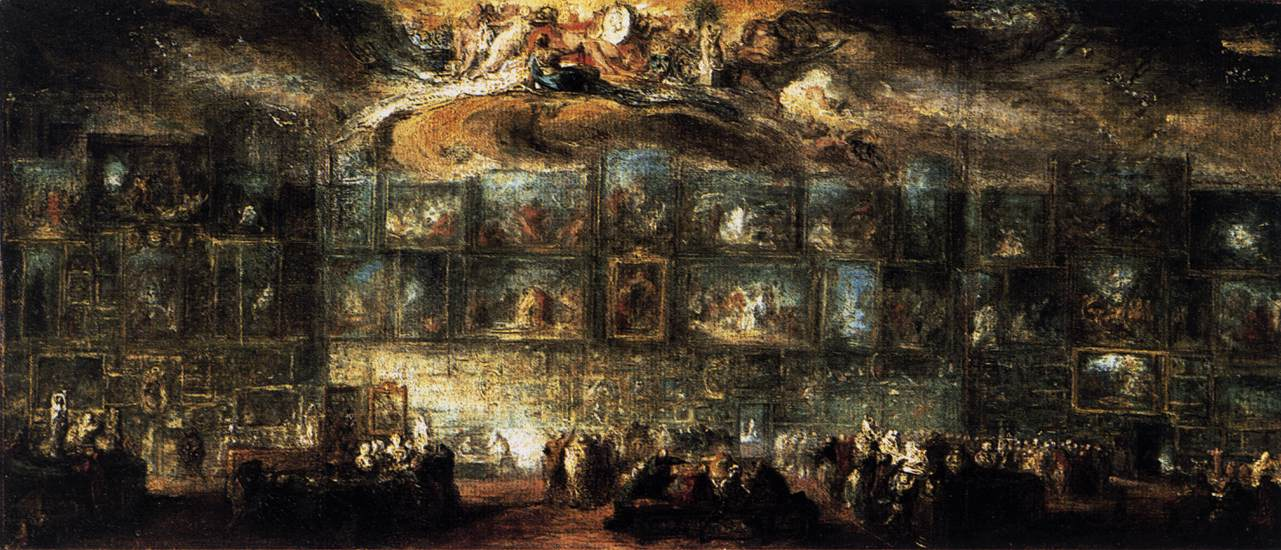
Salon von 1779, Louvre
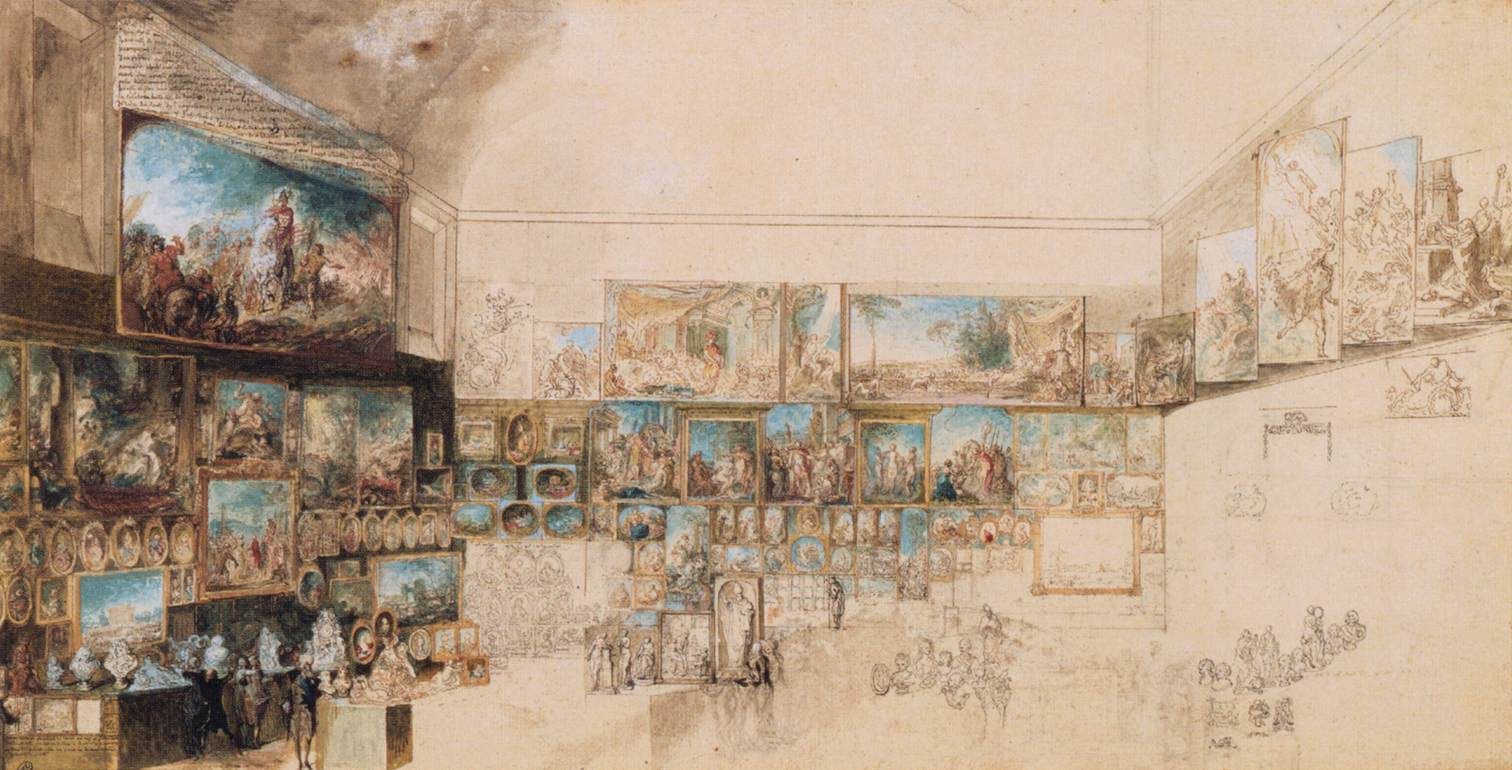
Salon von 1765, Louvre
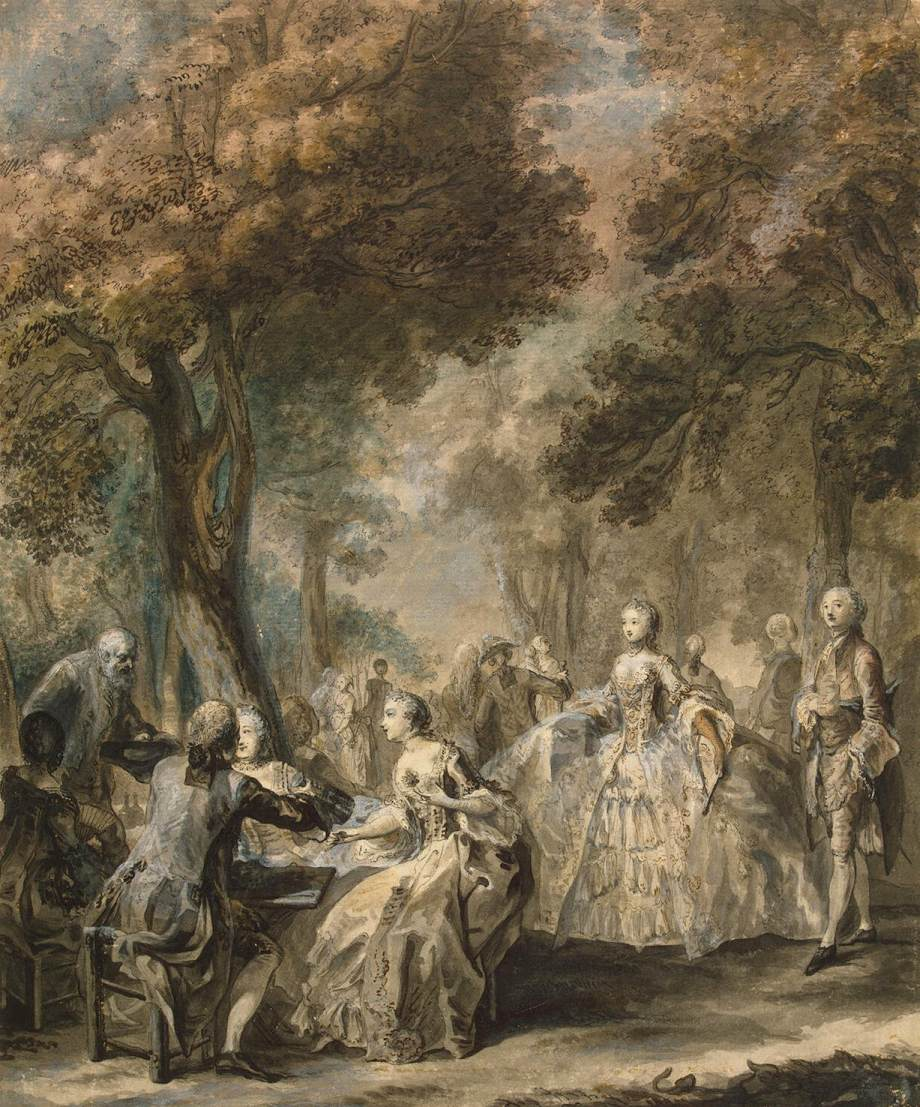
Ausflug einer Gesellschaft 1760/61, Eremitage